# Los misterios de Tánger
Los misterios de Tánger es una película española dirigida por Carlos Fernández Cuenca en 1942.

## Sinopsis
Tánger es el punto de encuentro de los contrabandistas que surten de armas a las cabilas rebeldes del Protectorado español en Marruecos. El coronel Alvear (Raúl Cancio) y el comisario Sidi-Mohamed-en-Nassir (Manuel Luna) intentan desbaratar los planes criminales del contrabandista Gunik (Luis Latorre).

## Comentarios
Estrellita Castro interpreta las canciones "Qué pena me da", "Tus ojos" y "Estrellita errante", de Manuel Quiroga y Rafael de León.

## Enlaces
NO FUNCIONAN
- Los misterios de Tánger en Film Database
- Los misterios de Tánger en Moviemire

- Datos: Q5490007